# Pierre Van Thielt
Pierre Van Thielt var en belgisk bågskytt. 
Van Thielt deltog vid olympiska sommarspelen 1920, där han tog två guld och ett silver.